# Mladenovac
Mladenovac (cyr. Младеновац) – miasto w Serbii, w mieście Belgrad, siedziba gminy miejskiej Mladenovac. W 2011 roku liczyło 23 609 mieszkańców.
Znajdują się tu m.in. monaster z XIII wieku oraz pomnik ku czci serbskich ofiar II wojny światowej.